# Sing mit uns
Sing mit uns (Original: Sing Along Songs) war eine Walt-Disney-Zeichentrickserie, in der die Lieder aus verschiedenen Disney-Filmen präsentiert wurden, meist thematisch geordnet. Zusätzlich wurden die Songtexte eingeblendet, damit die Zuschauer mitsingen konnten.
Moderiert wurden die 30-minütgen Episoden zum Beispiel von Jiminy Grille (aus Pinocchio) oder Primus von Quack. Das Intro wurde aus dem Silly-Symphony-Cartoon Die Musikstunde von 1953 zusammen geschnitten.
Die Serie lief nie im Fernsehen, zwischen 1992 und 1996 erschienen aber insgesamt 15 Episoden auf Videokassette. In den USA erschienen zusätzlich einige Folgen, die es nicht nach Deutschland schafften – meist weil ein Großteil der enthaltenen Lieder zu unbekannt waren.

## Episoden
Jede Episode ist nach ihrem ersten Lied benannt, wobei es sich meist um einen sehr bekannten Titel handelte, um so den Verkauf der Videokassette zu fördern.
1. Flieg ins Glück aus Peter Pan
2. Ich lach' so gern aus Mary Poppins
3. Unter dem Meer aus Arielle, die Meerjungfrau
4. Heigh-Ho aus Schneewittchen und die sieben Zwerge
5. Sei hier Gast aus Die Schöne und das Biest
6. Probier’s mal mit Gemütlichkeit aus Das Dschungelbuch
7. Die schönsten Weihnachtslieder
8. Eine musikalische Reise ins Euro Disney Resort
9. Ein Traum wird wahr aus Aladdin
10. 101 Takte Spaß aus 101 Dalmatiner
11. Der ewige Kreis aus Der König der Löwen
12. Das Farbenspiel des Winds aus Pocahontas
13. Jingle Bells
14. Kunterbunter Tag aus Der Glöckner von Notre Dame
15. In Sekunden auf hundert aus Hercules

Ab der 12. Episode waren die Kassetten nicht mehr nummeriert. Heute erscheint gelegentlich ein Ausschnitt aus einer Folge von Sing mit uns als Bonusmaterial auf Disney-DVDs.